# Pierre Dupuis (1833-1915)
Pour les articles homonymes, voir Pierre Dupuis et Dupuis (homonymie).
Pierre Dupuis né à Orléans le 9 juillet 1833 et mort à l'Île-de-Bréhat le 19 avril 1915 est un peintre français.
Il est le frère du peintre et sculpteur Daniel Dupuis (1849-1899).

## Biographie
Fils du peintre Étienne-Denis Dupuis, Pierre Dupuis entre en 1848 à l’École des beaux-arts de Paris dans les ateliers  d'Horace Vernet et de Léon Cogniet. Il débute au Salon des artistes français de 1863 et y expose jusqu'en 1909. Il est membre de la Société des artistes français. Il obtient un deuxième prix de Rome de 1863 sur le thème de Joseph se faisait reconnaître de ses Frères. Il obtient une mention honorable au Salon de 1882, une médaille troisième classe en 1884 et une mention honorable à l'Exposition universelle de Paris de 1889. Il exécute un assez grand nombre de portraits. De ses autres ouvrages, on mentionne : L’Enfant Dieu contemplé par la Vierge Marie, Les derniers moments de François II, Enfants surpris par l’orage, Zénobie trouvée mourante par les bergers.
Il a beaucoup séjourné à Bréhat où il est d'ailleurs décédé.

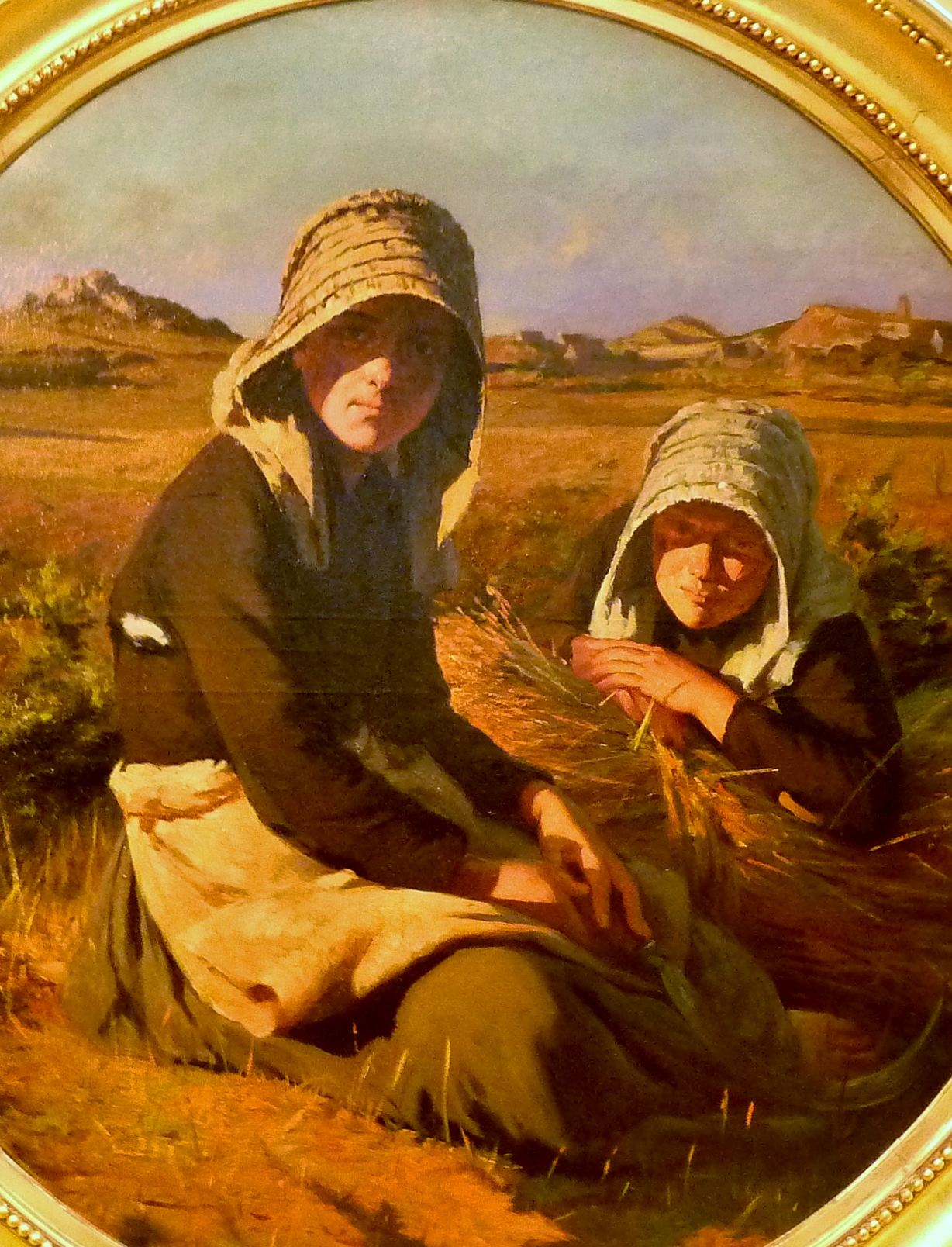
Pierre Dupuis (1833-1915) ː Moissonneuses, île de Bréhat.
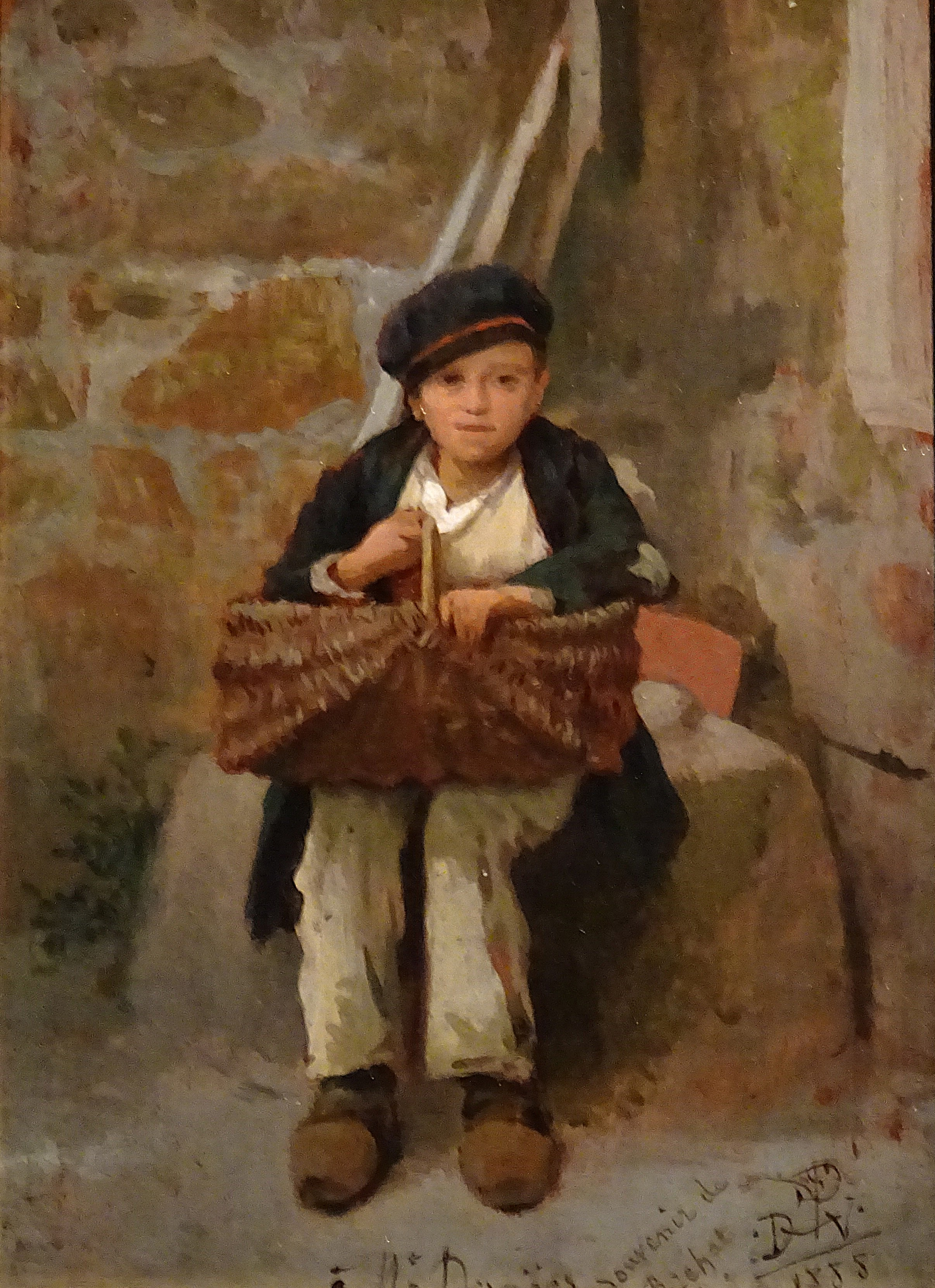
Pierre Dupuis (1833-1915) ː Le Petit Bossu de Bréhat (1888, huile sur panneau).
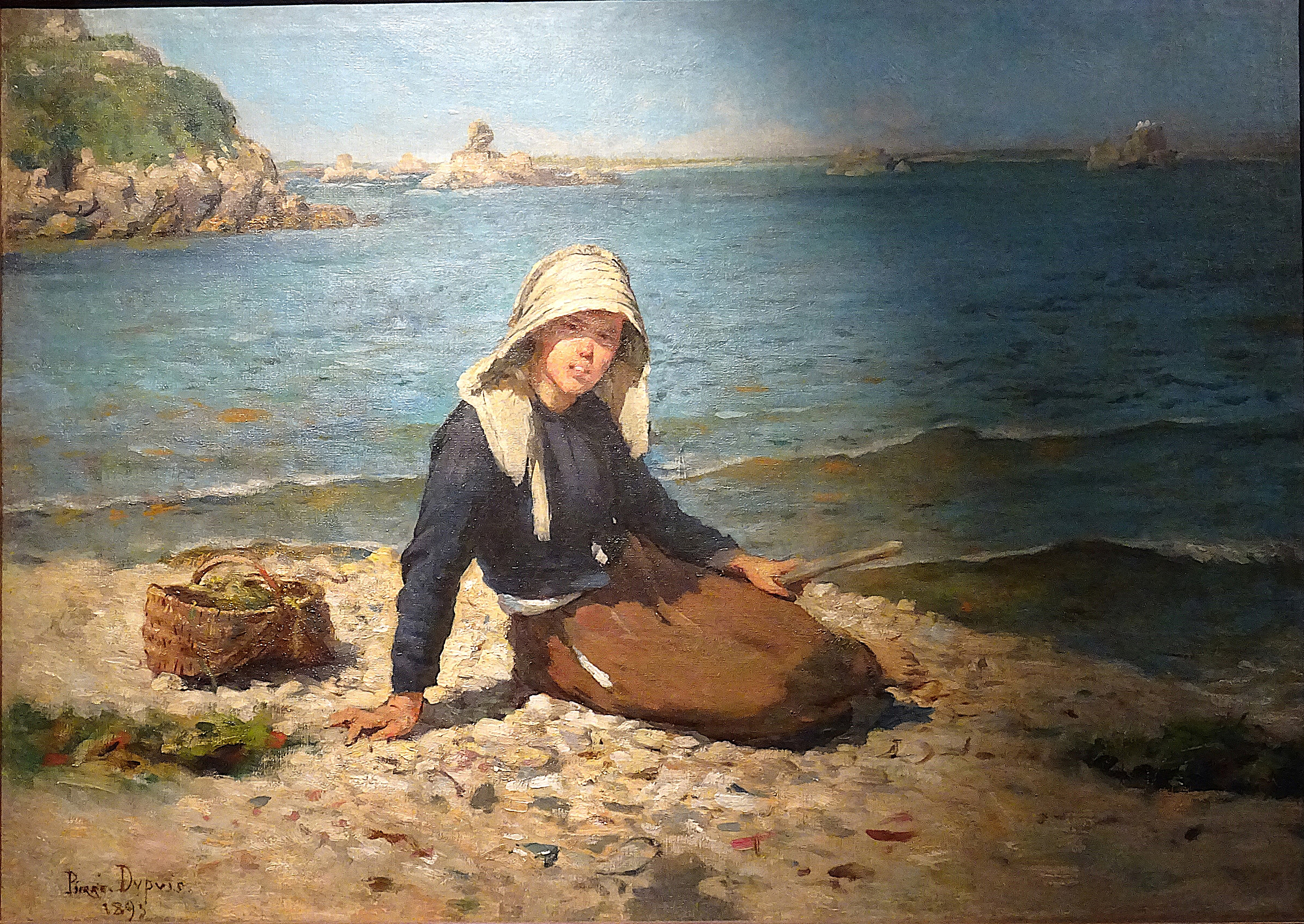
Pierre Dupuis (1833-1915) ː Jeune bréhatine sur la grève (1895, huile sur toile).
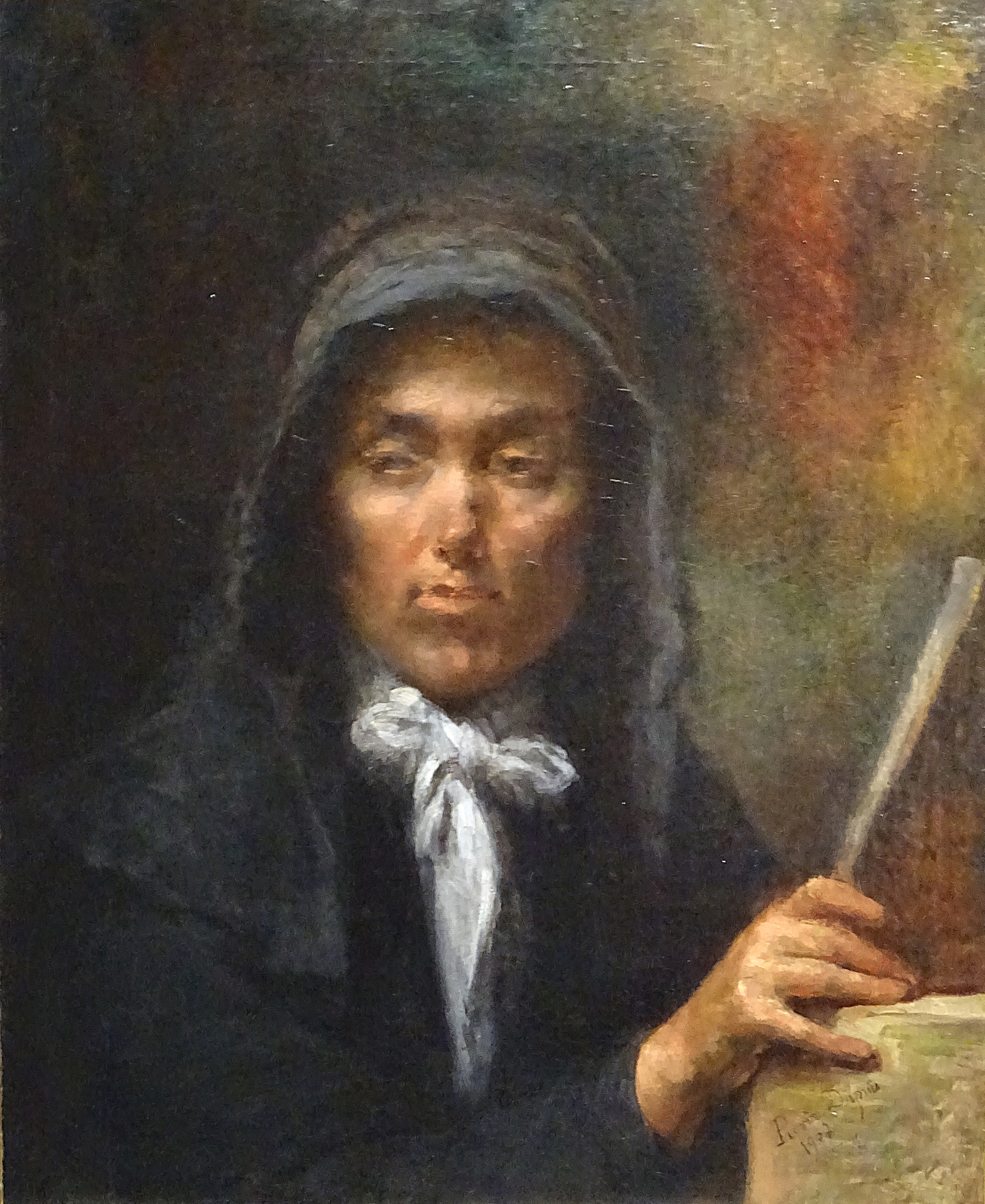
Pierre Dupuis (1833-1915) ː Portrait  de Bréhatine (1907, huile sur toile).

## Collections publiques
- La Vierge à la rose, 1858, anciennement à Saint-Izaire dans l'église paroissiale Sainte-Marie-Madeleine, localisation actuelle inconnu[2].
- Achélaus condamné à mourir de faim dans la ville d'Olinthe par Philippe de Macédoine, son frère, dont il convoitait la couronne, 1864, Paris, musée d'Orsay[3].
- La Mort de François II dans la Grande-Maison de l'Étape en 1560, 1865, hôtel Groslot d'Orléans[4].
- Enfant surpris par l'orage, 1868, Mâcon, musée des Ursulines[5].
- Cavelier, sculpteur (Paris 1814-1894), 1872, musée des Beaux-Arts de Marseille[6].
- Joseph et la femme de Putiphar, 1874, Orléans, musée des Beaux-Arts.
- Démasquée, 1888, musée des Beaux-Arts de La Rochelle[7].
- Soleil couchant en Bretagne, Île de Bréhat, musée des Beaux-Arts de Quimper[8].
- Une jeune fille piquée par un reptile et secourue par son frère, musée des Beaux-Arts d'Orléans

Œuvres de Pierre Dupuis
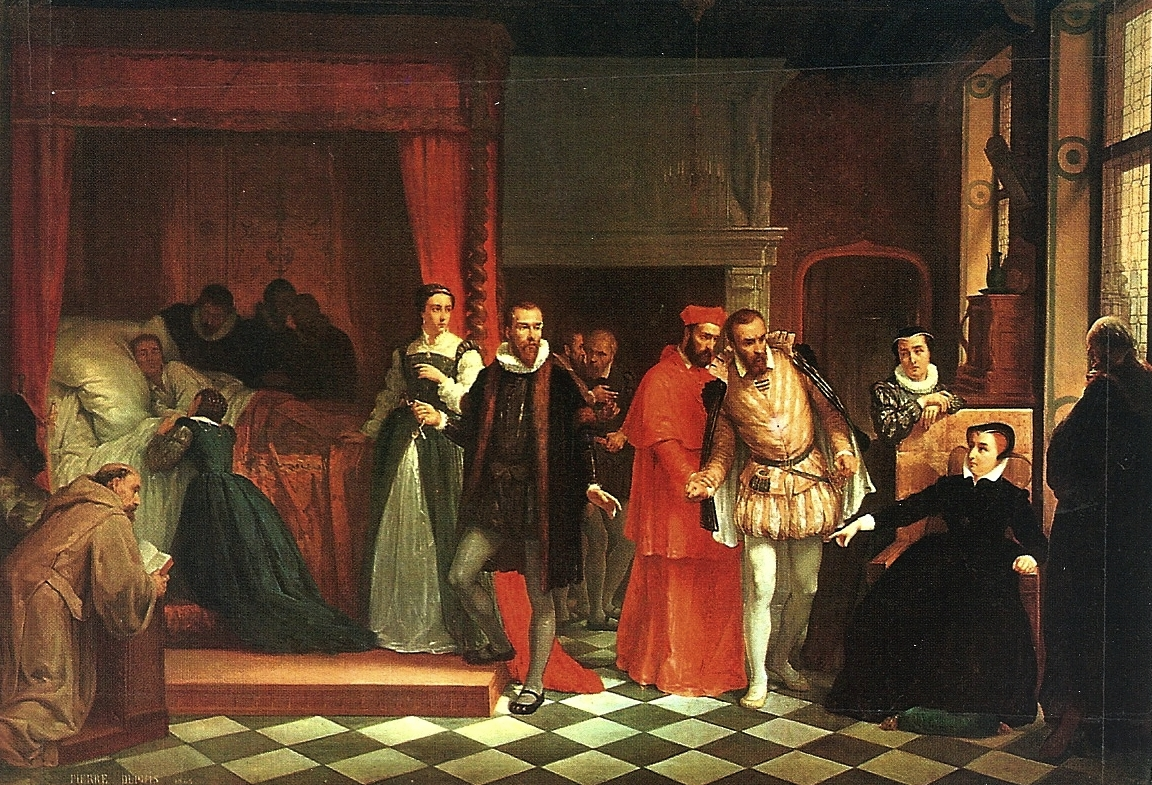
La Mort de François II dans la Grande-Maison de l'Étape en 1560 (1865), hôtel Groslot d'Orléans.
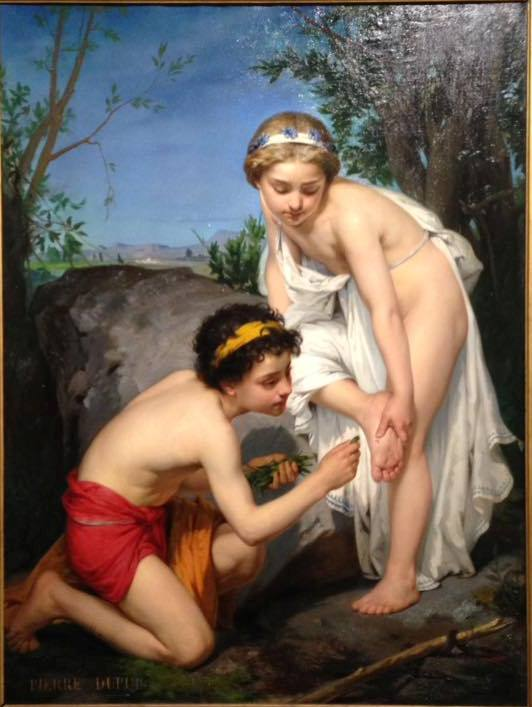
Une jeune fille piquée par un reptile et secourue par son frère (1866), musée des Beaux-Arts d'Orléans.
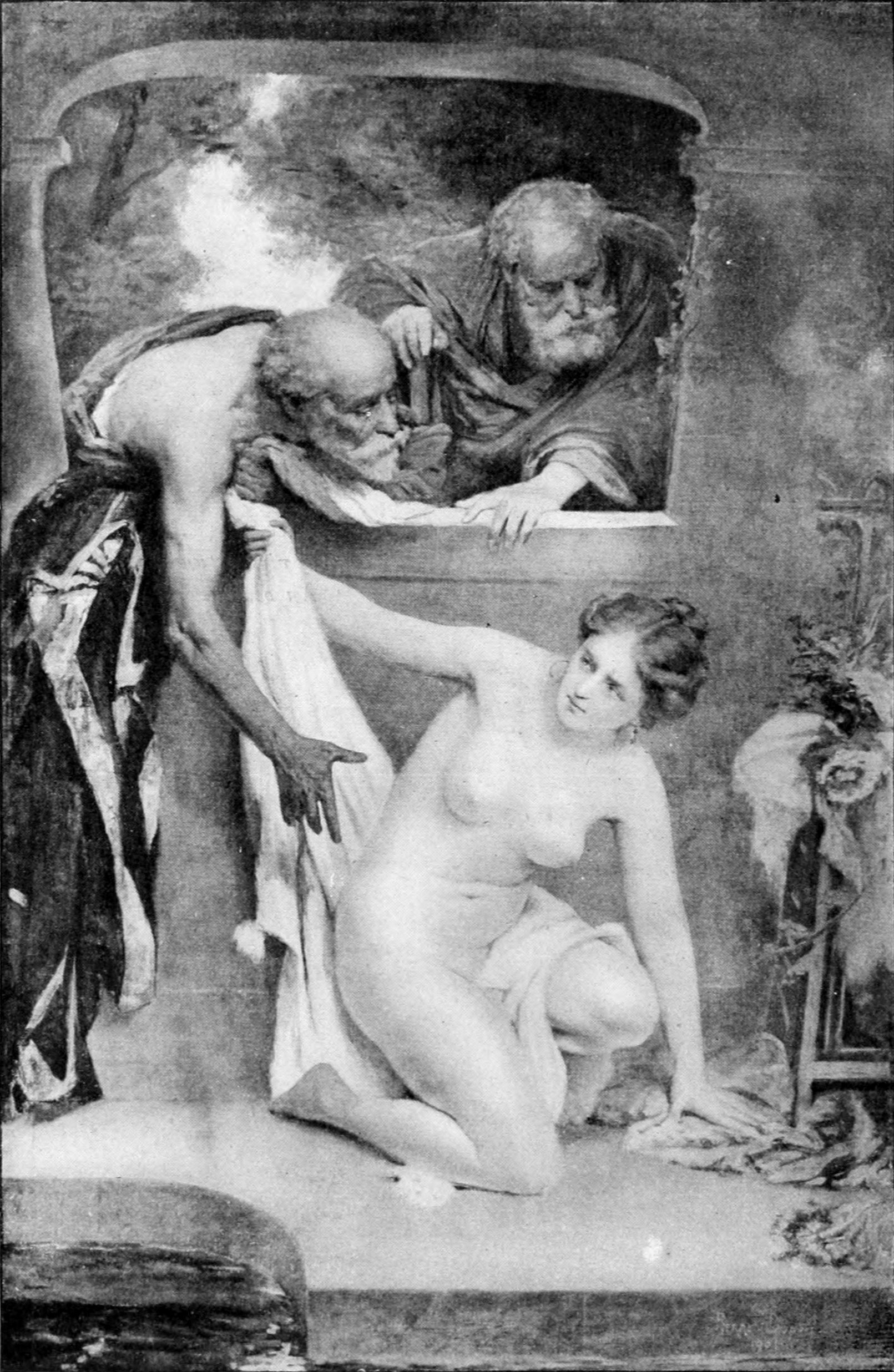
Suzanne au bain, Salon de 1901.
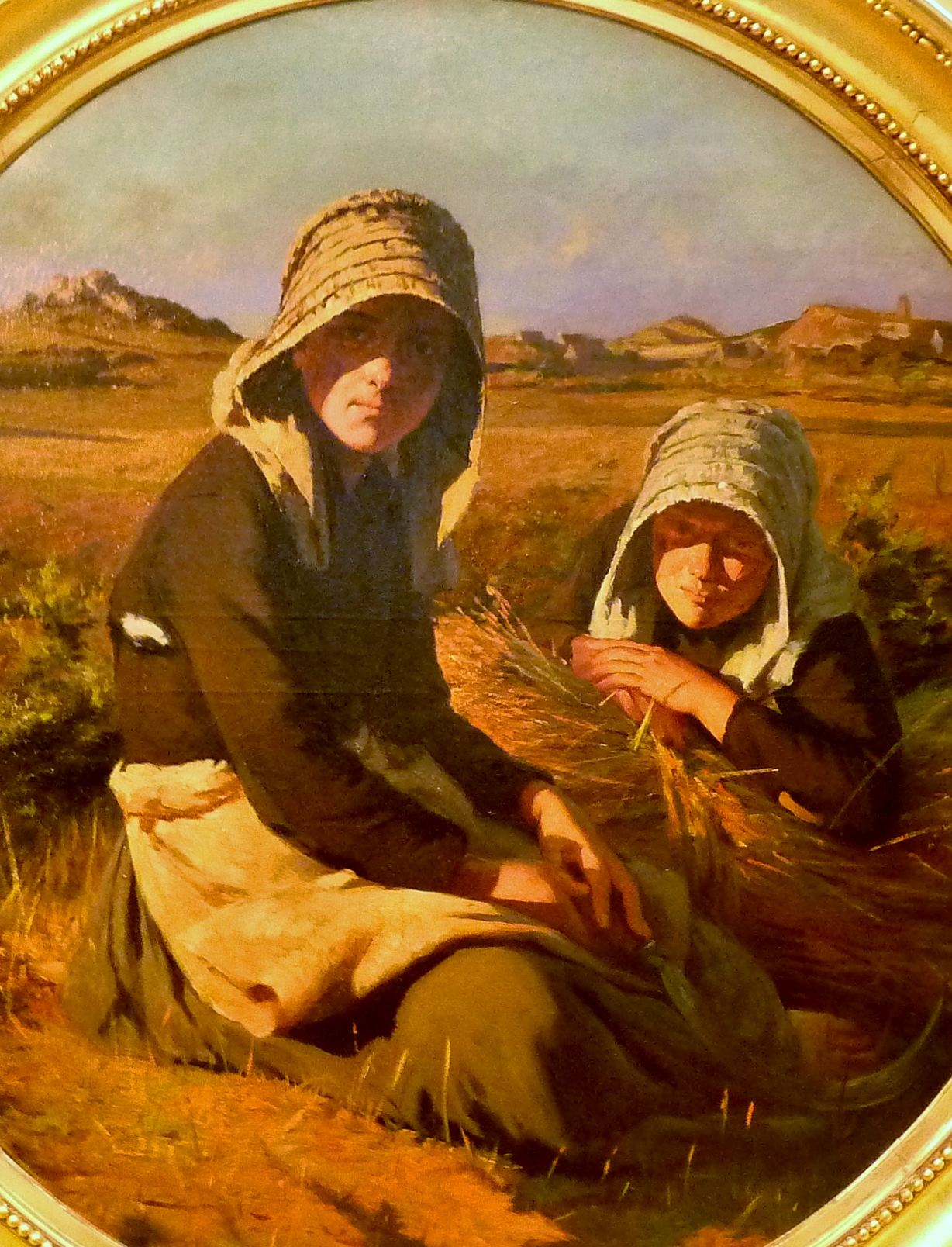
Moissonneuses, île de Bréhat, détail, musée des Beaux-Arts de Quimper.

## Élèves
- Alexis-Joseph Mazerolle